# Обервайлер (Айфель)
Обервайлер (нем. Oberweiler) — община в Германии, в земле Рейнланд-Пфальц.
Входит в состав района Айфель-Битбург-Прюм. Подчиняется управлению Битбург-Ланд. Население составляет 134 человека (на 31 декабря 2010 года). Занимает площадь 5,31 км².